# Bryan Eversgerd
Bryan David Eversgerd (né le 11 février 1969 à Centralia, Illinois, États-Unis) est un lanceur gaucher de baseball ayant joué dans les Ligues majeures de 1994 à 1998.

## Carrière
Bryan Eversgerd signe son premier contrat professionnel en 1989 avec les Cardinals de Saint-Louis. Il fait ses débuts avec eux dans le baseball majeur le 30 avril 1994. À sa saison recrue, il obtient un départ comme lanceur partant et lance dans 39 parties comme releveur. Il maintient une moyenne de points mérités de 4,52 en 67 manches et deux tiers lancées, avec deux victoires et trois défaites.
Le 5 avril 1995, les Cardinals échangent les lanceurs Eversgerd et Kirk Bullinger ainsi que le voltigeur Da Rond Stovall aux Expos de Montréal en retour du lanceur Ken Hill. Eversgerd apparaît comme lanceur de relève dans 25 parties des Expos en 1995. Il totalise 21 manches de travail au monticule et affiche une moyenne de points mérités de 5,14 sans être impliqué dans aucune décision. 
Le 10 janvier 1996, Eversgerd accompagne Wil Cordero dans une transaction entre les Expos et les Red Sox de Boston. En retour de ces deux joueurs, Montréal obtient les services de Rhéal Cormier, Ryan McGuire et Shayne Bennett. Quelques semaines plus tard, les Red Sox transfèrent Eversgerd aux Rangers du Texas en retour du voltigeur Rudy Pemberton. Eversgerd passe la saison 1996 dans les ligues mineures sans avoir joué ni pour Boston ni pour Texas. Libéré de son contrat, il rejoint début 1997 les Padres de San Diego, qui le libèrent de son contrat. Il retourne chez les Rangers et apparaît dans trois de leurs matchs durant la saison 1997. Devenu agent libre au terme de la saison, il apparaît pour la dernière fois dans un match du baseball majeur en 1998 avec son équipe d'origine, les Cardinals.
Bryan Eversgerd a lancé dans 76 parties des majeures, dont 75 comme releveur. Sa moyenne de points mérités s'élève à 5,16 avec 61 retraits sur des prises en 96 manches lancées. Il a remporté deux victoires contre cinq défaites.